# Teorema dell'elemento primitivo
In matematica, il teorema dell'elemento primitivo è un risultato della teoria dei campi che caratterizza le estensioni algebriche che sono semplici, ovvero che possono essere generate da un unico elemento (detto appunto elemento primitivo per l'estensione).

## Teorema
Esistono due formulazioni del teorema dell'elemento primitivo.
La prima è la seguente: un'estensione algebrica {\displaystyle K\subseteq L} è semplice (ossia possiede un elemento primitivo) se e solo se ci sono solo un numero finito di campi intermedi (ossia di campi {\displaystyle L_{1}} tali che {\displaystyle K\subseteq L_{1}\subseteq L}).
Nella seconda, sia {\displaystyle L=K(\alpha _{1},\ldots ,\alpha _{n})} un'estensione algebrica finita di {\displaystyle K}. Se {\displaystyle \alpha _{2},\ldots ,\alpha _{n}} sono separabili su {\displaystyle K}, allora l'estensione {\displaystyle K\subseteq L} è semplice.
In entrambi i casi, un corollario immediato è che ogni estensione separabile finita di {\displaystyle K} è semplice; in particolare, ogni estensione finita di un campo di caratteristica 0 (ad esempio, ogni campo di numeri, ossia ogni estensione finita dei numeri razionali) è un'estensione semplice.
Un'altra conseguenza diretta è che le estensioni finite dei campi finiti sono semplici.

## Elementi primitivi
Le dimostrazioni di entrambe le forme del teorema mostrano che, se un elemento primitivo esiste, allora ha la forma {\displaystyle x_{1}\alpha _{1}+\cdots +x_{n}\alpha _{n}}, dove {\displaystyle L=K(\alpha _{1},\ldots ,\alpha _{n})} e gli {\displaystyle x_{i}} sono elementi di {\displaystyle K}; in particolare, mostrano che, ad eccezione di un numero finito di {\displaystyle n}-uple {\displaystyle (x_{1},\ldots ,x_{n})}, l'elemento {\displaystyle x_{1}\alpha _{1}+\cdots +x_{n}\alpha _{n}} è sempre primitivo (in particolare, non è unico).
Le dimostrazioni mostrano inoltre che, se {\displaystyle L=K(\alpha ,\beta )} è generato da due elementi, allora {\displaystyle \alpha +c\beta } è un elemento primitivo se
{\displaystyle c\neq {\frac {\alpha -\alpha _{i}}{\beta _{j}-\beta }},}
dove gli {\displaystyle \alpha _{i}} sono i coniugati di {\displaystyle \alpha } su {\displaystyle K} e i {\displaystyle \beta _{j}} sono i coniugati di {\displaystyle \beta }.

## Esempi
- Se {\displaystyle L=\mathbb {Q} ({\sqrt {2}},{\sqrt {3}})}, un elemento primitivo dell'estensione è {\displaystyle {\sqrt {2}}+{\sqrt {3}}}.
- Più in generale, se {\displaystyle K(\alpha )} e {\displaystyle K(\beta )} sono estensioni normali di {\displaystyle K} e {\displaystyle K(\alpha )\cap K(\beta )=K}, allora {\displaystyle \alpha +\beta } è un elemento primitivo di {\displaystyle K(\alpha ,\beta )}.
- Se {\displaystyle L=(\alpha _{1},\ldots ,\alpha _{n})} e due degli {\displaystyle \alpha _{i}} non sono separabili, allora l'estensione può non essere semplice. Ad esempio, se {\displaystyle K} è un campo di caratteristica {\displaystyle p} e {\displaystyle X,Y} sono due indeterminate su {\displaystyle K}, allora l'estensione

{\displaystyle K(X^{p},Y^{p})\subseteq K(X,Y)}
non è semplice, in quanto ha grado {\displaystyle p^{2}} ma ogni elemento di {\displaystyle K(X,Y)} ha grado {\displaystyle p} su {\displaystyle K(X^{p},Y^{p})}.